# Mistaria (Agelenidae)
Mistaria là một chi nhện trong họ Agelenidae.

## Các loài
Tính đến  tháng 4 năm 2019 it contains six species:
- Mistaria fagei (Caporiacco, 1949) – Kenya
- Mistaria leucopyga (Pavesi, 1883) – Central, East Africa, Yemen
  - Mistaria l. niangarensis (Lessert, 1927) – East Africa
- Mistaria nairobii (Caporiacco, 1949) – Central, East Africa
- Mistaria nyeupenyeusi G. M. Kioko & S. Q. Li, 2018 – Kenya
- Mistaria zorica (Strand, 1913) – Central, East Africa